# Akodon azarae
Akodon azarae је врста глодара из породице хрчкова (лат. Cricetidae).

## Распрострањење
Ареал врсте је ограничен на мањи број држава. Врста је присутна у следећим државама: Бразил, Аргентина, Парагвај и Уругвај.

## Угроженост
Ова врста је наведена као последња брига, јер има широко распрострањење и честа је врста.